# Тутученко, Семён Павлович
Семён Павлович Тутученко (1913, село Решёты — 1994, Киев) — архитектор, кандидат архитектуры, главный архитектор города Севастополь, заслуженный архитектор Украинской ССР.
Участник партизанской борьбы на Украине и в Польше, начальник штаба отдельного кавалерийского дивизиона партизанской дивизии, Герой Советского Союза.

## Биография
Родился 2 февраля 1913 года в селе Решёты (на территории современного Кочковского района Новосибирской области России), в бедной крестьянской семье. Украинец.
С 1929 года — рабочий завода в городе Джизак. В 1931 году приехал в Москву и работал электросварщиком на одном из предприятий города, одновременно учился на рабфаке художников. В 1934 году С. П. Тутученко поступил в Московский архитектурный институт и в 1940 году успешно его окончил. Работал архитектором в Москве до января 1941 года.
В 1941 году был призван в ряды Красной Армии. Когда началась Великая Отечественная война, принимал участие в боях под Смоленском. В сентябре 1941 года близ села Воздвиженское на Сумщине был тяжело ранен. После выздоровления установил связи с такими же, как он, окруженцами, начав искать партизан. Когда в начале 1942 года на хуторе Говорунов появились партизаны-ковпаковцы — Тутученко и его товарищи сразу же влились в их отряд.
В конце 1943 года соединение партизанских отрядов Сумской области было реорганизовано в Первую Украинскую партизанскую дивизию, С. П. Тутученко был назначен начальником штаба кавалерийского дивизиона под командованием Александра Николаевича Ленкина. В середине июня 1944 года С. П. Тутученко был ранен и отправлен на лечение.
После Великой Отечественной войны Семён Тутученко работал архитектором. Член ВКП(б)/КПСС с 1949 года. Был секретарём Союза архитекторов СССР, руководителем сектора теории архитектуры Киевского научно-исследовательского института теории, истории и перспективных проблем архитектуры. Кандидат архитектуры (1963). Тема диссертации: «Прогрессивные черты советской архитектуры (Практика жилищного строительства Украинской ССР в послевоенный период)». Автор более 80 научных работ. По его проектам построено более 100 сооружений, 17 монументов партизанской славы. В их числе — дом правительства в городе Кишинёве; памятник «Героям Сумщины» в Сумах; памятник «Партизанам-ковпаковцам» в городе Яремче; памятник С. А. Ковпаку в городе Путивле, жилые дома в городах-героях Киеве и Севастополе и другие.
Автор афоризмов: «Отсутствие конкретных знаний мы должны заменить глубиной теоретической мысли», «Нижние чины должны пребывать в непрерывном писании».
Жил в Киеве. Умер 4 января 1994 года. Похоронен на Байковом кладбище вместе со своей женой — Валентиной Тарасовной (1924—2003).

## Публикации
- Тутученко С. П. Архитектура жилых зданий, новые строительные материалы и конструкции. - Москва: Госархстройиздат, 1950.
- Тутученко С. П. Проектирование и строительство жилых зданий из новых строительных материалов. — Киев: Изд-во Акад. архит. УССР, 1951.
- Тутученко С. П. Важнейшие вопросы застройки Крыма // Архитектура и строительство. - 1955. - № 5.
- Тутученко С. П. Творчество молодых архитекторов // Архитектура СССР. - 1957. - № 7.
- Тутученко С. П. Международные выставки по градостроительству // Архитектура СССР. - 1958. - № 9.
- Тутученко С. П. Жилищное строительство в СССР. — Москва: Изд-во л-ры на иностр. языках, 1960 (на англ., фр., нем., индийск., бенгальск., араб. языках)
- Тутученко С. П. Записки архитектора (Во имя мира) // Советская Украина. - 1961. - № 5.
- Тутученко С. П. Лучшие здания и комплексы. — Киев: Госстройиздат, 1962. — 52 с.
- Тутученко С. П. Прогрессивные черты советской архитектуры (Практика жилищного строительства Украинской ССР в послевоенный период): Доклад об опубликованных работах, представляемых на соискание учёной степени кандидата архитектуры / НИИ теории и истории архитектуры и строит. техники Акад. строит. и архит. УССР. - Киев, 1963. - 40 с.
- Tutuchenko Semen Pavlovich. Housing in the U.S.S.R.: Notes of an Architect. Foreign Languages Publishing House, 1960. — 134 с.
- Тутученко С. П. Рухомий Плацдарм. — Київ, 1968. — 198 с.
- Тутученко С. П. Люди, которых я знал. — Киев: Изд-во полит. л-ры Украины, 1986. — 214 с.

## Память
- В Новосибирске имя Героя Советского Союза — Семена Павловича Тутученко увековечено на Аллее Героев у Монумента Славы.

## Награды
- Указом Президиума Верховного Совета СССР от 7 августа 1944 года за проявленные доблесть и героизм в боях с немецко-фашистскими захватчиками Семёну Павловичу Тутученко присвоено звание Героя Советского Союза с вручением ордена Ленина и медали «Золотая Звезда» (№ 4329);
- орден Ленина;
- орден Отечественной войны 1-й степени;
- орден Красной Звезды;
- польский орден Золотой Крест «Виртути милитари»;
- медали.

## Проекты
- Дом правительства (Кишинёв);
- монумент «Героям Сумщины» (Сумы);

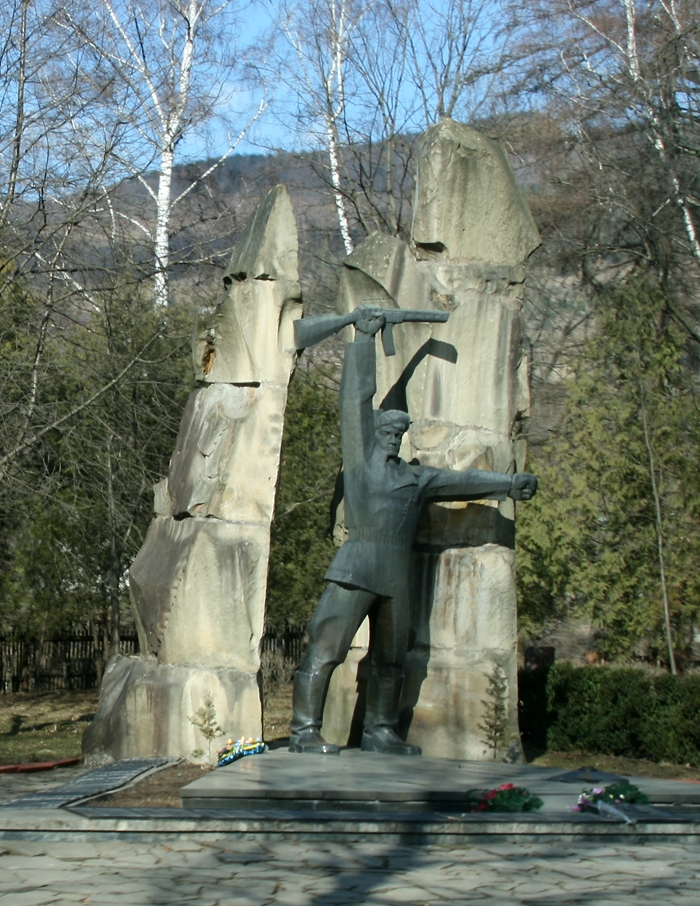
Памятник советским партизанам-ковпаковцам в городе Яремче

- памятник «Партизанам-ковпаковцам» в Яремче;
- памятник С. А. Ковпаку в Путивле;
- жилые дома в Киеве и Севастополе;
- консерватория (Киев);
- главный почтамт (Киев).